# 볼록관박쥐
볼록관박쥐(Rhinolophus convexus)는 관박쥐과에 속하는 박쥐의 일종이다. 말레이시아와 라오스에서 발견된다.

## 특징
작은 박쥐로 전완장이 42~43mm, 꼬리 길이가 18~22mm이다. 귀 길이는 15~16mm이고 몸무게는 최대 8.2g이다.

## 생태
동굴에 숨어 사는 것으로 추정된다. 먹이는 곤충이다.

## 분포 및 서식지
말레이시아 파항주와 라오스 남부와 중부 지역에만 알려져 있다. 해발 1,600m 근처의 산지 숲에서 서식한다.